# Lonza Group

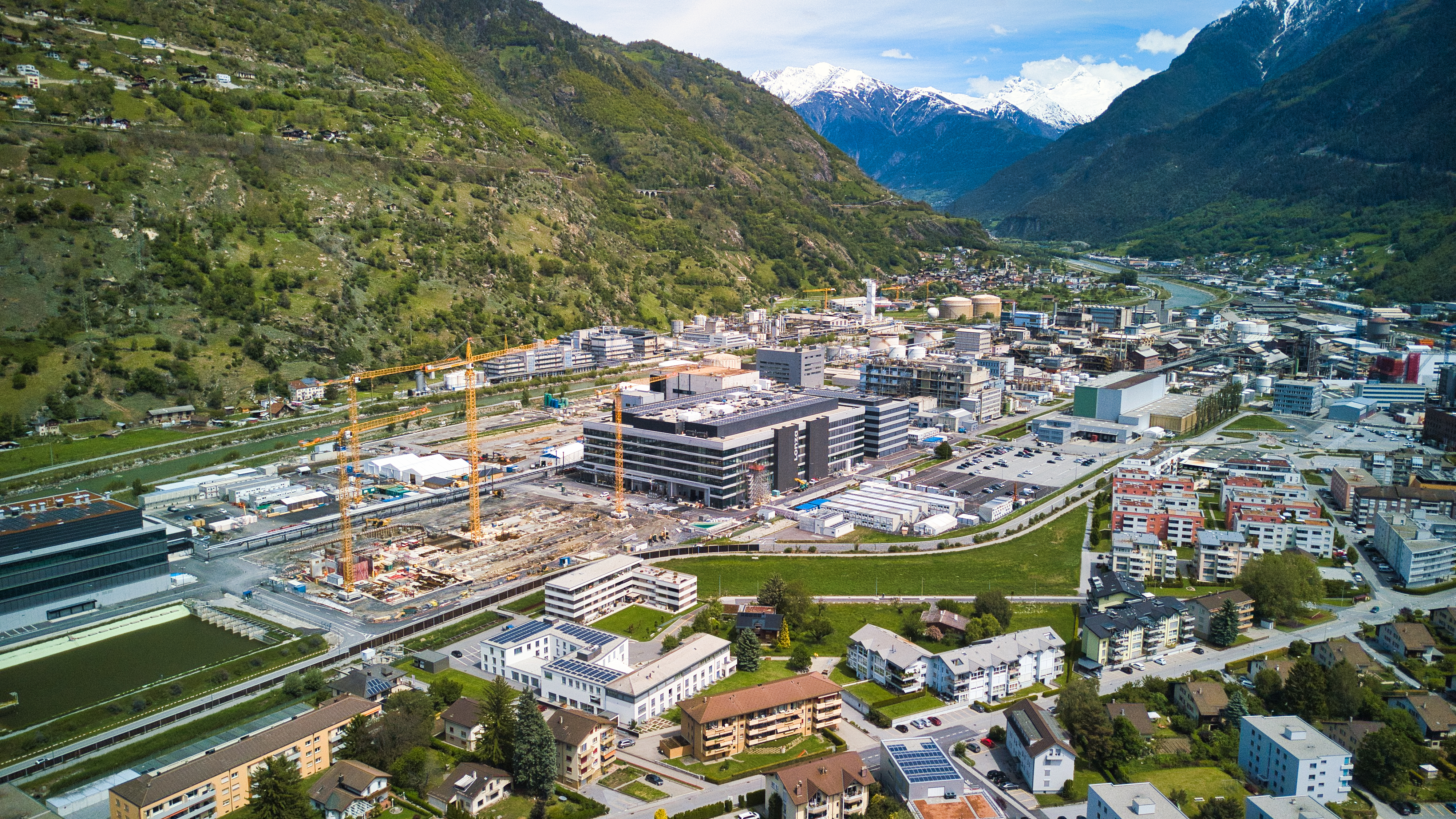
Lonza in Visp

Die Lonza Group AG ist ein schweizerisches multinationales Produktionsunternehmen für die Bereiche Pharma, Biotechnologie und Ernährung mit Hauptsitz in Basel und wichtigen Standorten in Europa, Nordamerika und Südasien. Lonza wurde unter diesen Namen im späten 19. Jahrhundert in der Schweiz gegründet. Das Unternehmen bietet Produktentwicklungsdienstleistungen für die pharmazeutische und biologische Industrie an, einschliesslich der kundenspezifischen Herstellung von Biopharmazeutika und Nachweissystemen sowie Dienstleistungen für den biowissenschaftlichen Sektor.

## Geschichte

Genussschein der Lonza AG vom 19. September 1937

1897 wurden in Gampel im Kanton Wallis die Lonza Elektrizitätswerke gegründet, die nach dem Namen des aus dem Lötschental fliessenden Flusses benannt wurden. Mit der erzeugten Elektrizität wurden zunächst Calciumcarbid und Acetylen hergestellt. 1909 erfolgte der Umzug nach Visp, wo man zunächst Kunstdünger produzierte. 1920 gelang der Einstieg in das Keten- und Diketengeschäft, ein Gebiet, auf dem Lonza heute noch tätig ist. 1950 erfolgte der Einstieg ins Geschäft mit Niacin (Vitamin B3). Ein eigener Naphtha-Cracker – mit 30.000 Jahrestonnen Acetylen einer der kleinsten Cracker der Welt – ging 1965 in Visp in Betrieb. 1969 expandierte das Unternehmen auf den amerikanischen Markt. Bis in die 1990er Jahre war die chemische Industrie ein wichtiges Standbein der Stadt. In Waldshut bestand von 1913 bis 1990 das ehemalige Lonza-Werk, das zu seinen Hochzeiten in den 1950er Jahren bis zu 1.600 Mitarbeiter beschäftigte. Während des Zweiten Weltkriegs wurden dort auch Zwangsarbeiter beschäftigt.
1974 wurde Lonza von der Alusuisse übernommen und bildete in den folgenden Jahren als Tochterunternehmen des Alusuisse-Konzerns dessen Chemie-Division. Mit der Umstrukturierung der Alusuisse in eine Holding entstand im Mai 1990 die Alusuisse-Lonza Holding AG. 1992 erfolgte der Zukauf eines Produktionsstandorts in Kouřim in der Tschechischen Republik, 1997 die Expansion nach China.
Die sichtbare Neuausrichtung des Konzerns begann im April 1998 mit Umbenennung in „Alusuisse Lonza Group AG“ (Algroup). Am 11. August 1999 gab der Verwaltungsrat die Absicht bekannt, die Lonza-Divisionen Chemie und Energie wieder ausgliedern zu wollen, um eine Dreierfusion der Algroup mit Alcan und Péchiney durchzuführen, in die nur die Divisionen Aluminium und Verpackungen eingebracht werden sollen. Am 18. Oktober 1999 wurde die vorgeschlagene Ausgliederung an einer ausserordentlichen Generalversammlung gutgeheissen, und bereits am folgenden 1. November ging die verselbständigte Lonza Group AG mit Sitz in Zürich an die Börse. Die ehemalige Muttergesellschaft Alusuisse Lonza Group AG strich den einstigen Bezug zur Lonza erst im Juni 2000 aus ihrem Namen. Im April 2002 wurde der gesellschaftsrechtliche Sitz der Lonza Group von Zürich an den operativen Konzernsitz nach Basel verlegt.

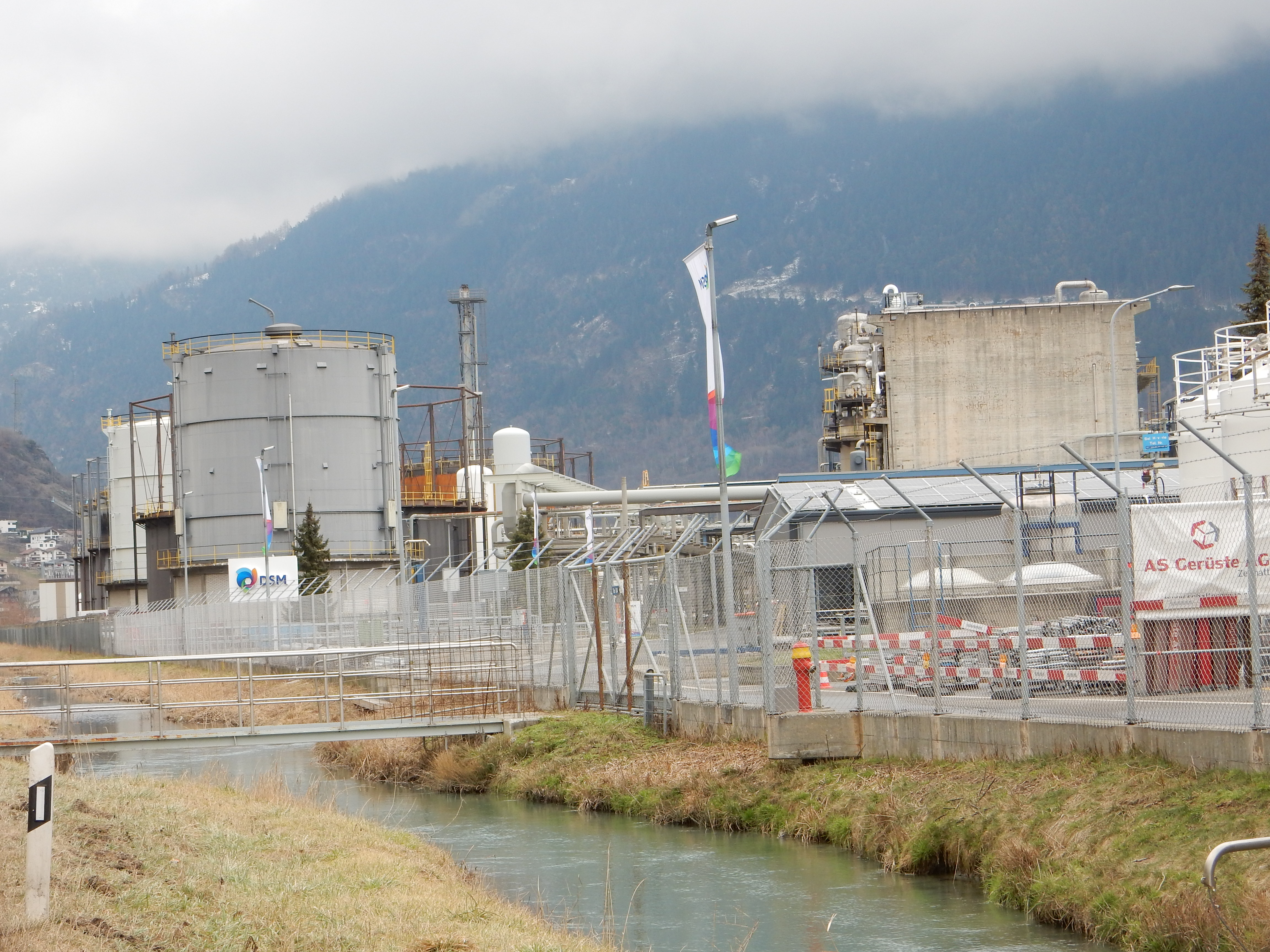
Lonza in Visp

Mit Antritt des Geschäftsleiters Stefan Borgas 2004 entwickelte sich Lonza in Richtung Life Sciences mit Schwerpunkt auf Biotechnologie sowie Exklusivsynthese für den Pharmabereich. Im Jahr 2006 brachte Lonza den Geschäftsbereich „Polymer Intermediates“ an die Mailänder Börse, der seitdem unter dem Namen „Polynt SpA“ mit Sitz in Italien firmiert. Die Lonza-Gruppe hält heute keine Minderheitsbeteiligung an Polynt mehr. Ein Teil des Erlöses dieses Börsengangs floss in den Aufkauf der Biotechniksparten der US-Biotechnikfirma Cambrex, mit 460 Mio. US-Dollar. Diese Geschäftsbereiche wurden in die Lonza Biopharmazeutika bzw. als neuer Sektor „Bioscience“ in das Konzerngeschäft integriert. Fast alle Zukäufe der Jahre 2006 bis 2008 umfassten Biotech-Firmen sowie die Bereiche Feed / Food und Nutrition. Auch die klassische Chemie des Unternehmensbereichs „Feinchemikalien“ mit Fokussierung auf Ernährung, Agro und Hygiene sollte einer Neuausrichtung unterzogen werden. Dazu kam die Verselbständigung des Unternehmensbereichs „Polymer Intermediates“ im Jahr 2006. Die folgenden zwei Jahre waren gekennzeichnet durch eine Konsolidierung, flankiert von kleinen und mittleren Zukäufen, wie beispielsweise der deutschen amaxa. Ende 2009 verkündete der Vorstand, drei Standorte in den USA und UK zu schließen, was 170 Mitarbeiter betraf.
Im Jahr 2011 erfolgte mit dem Kauf des US-amerikanischen Biozidherstellers Arch Chemicals für rund 1,6 Milliarden Franken die größte Übernahme in der Firmengeschichte. Seit Oktober 2011 ist Lonza auch am Hauptsegment der Börse in Singapur gelistet und damit das erste an der Schweizer Börse gelistete Unternehmen mit einer Sekundärkotierung in Singapur. 2012 wurde Stefan Borgas von Richard Ridinger abgelöst, nachdem sich der Reingewinn 2011 beinahe halbiert hatte. Im Dezember 2016 gab Lonza den bisher grössten Zukauf in seiner Geschichte bekannt, die Übernahme des US-amerikanischen Medikamentenkapsel-Herstellers Capsugel von KKR für 5,5 Milliarden Dollar. Im Februar 2017 kündigte Lonza an, mit dem französischen Pharmakonzern Sanofi in Visp eine Fabrik für Biopharmazeutika zu bauen. Die Unternehmen investieren dafür insgesamt 290 Millionen Franken.
2018 hat Lonza die Produktion von Stickstoffdünger am Standort Visp aufgegeben. Die Agroline AG, ein Gemeinschaftsunternehmen der Fenaco und Lonza, wurde daraufhin aufgelöst. 2021 wurde die Chemiesparte Lonza Specialty Ingredients verkauft. Der noch verbleibende Bereich Pharma Biotech & Nutrition wurde in vier Divisionen aufgeteilt: Biologics, Capsules & Health Ingredients, Small Molecules sowie Cell & Gene.

## Unternehmen
Lonza ist bezüglich Umsatz der größte Pharmauftragsfertiger der Schweiz. Zum Geschäft der Lonza gehören auch Produktion und Prozessbegleitung von pharmazeutischen Wirkstoffen und das Microbial-Control-Geschäft. Ihre Aktivitäten umfassen auch die Bereiche Wasserbehandlung, Körperpflege, Gesundheit und Hygiene, industrielle Konservierung, Materialschutz und Holzbehandlung sowie die zellbasierte Forschung, Endotoxin-Nachweissysteme sowie die Herstellung von Produkten für die Zelltherapie.

### Kennzahlen und Standorte

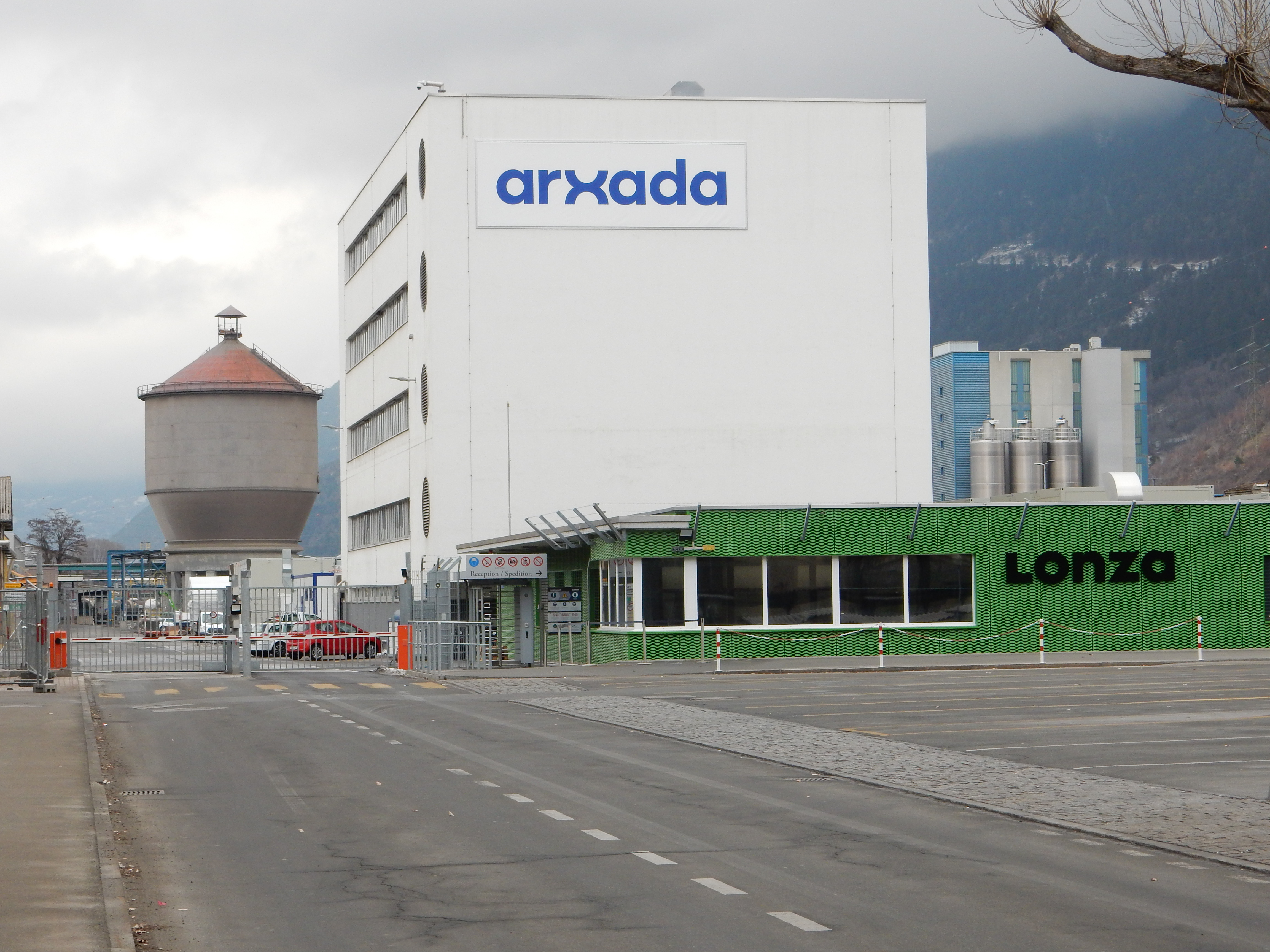
Ein Zugang zum Betriebsgelände in Visp

Die Lonza Group hat ihren Konzernsitz in Basel und ist seit November 1999 an der Schweizer Börse SIX Swiss Exchange kotiert. Der älteste und größte Forschungs- und Entwicklungsstandort sowie Produktionsstandort mit heute rund 2800 Mitarbeitern befindet sich in Visp im Kanton Wallis und ist Teil der Konzerntochter „Lonza AG“.
Das Unternehmen erwirtschaftete 2020 im Kerngeschäft einen Umsatz von 4,5 Milliarden Schweizer Franken und einen EBIT von 1,1 Milliarden Franken. Die Unternehmensgruppe beschäftigte per Ende 2021 13.856 Mitarbeiter.

### Geschäftsbereiche
Die Geschäftsbereiche der Lonza umfassen:
- Lonza Life Science Ingredients (LSI): Nahrungs- und Futtermittelzusätze zur Förderung der Gesundheit bis hin zu komplexen chemischen Zwischenstoffen für die Landwirtschaft. Dieser Geschäftsbereich wurde Mitte 2021 verkauft und in Arxada umbenannt.[15][16][17]
- Lonza Microbial Control (LMC): Chemikalien zur Bekämpfung bzw. selektiven Hemmung des Wachstums von Mikroorganismen. Der Geschäftsbereich LMC stellt die Biozide DMDM-Hydantoin, Iodocarb, Benzisothiazolinon (BIT), Methylisothiazolinon (MIT) und Chlormethylisothiazolinon (CMIT) her.[18]
- Lonza Custom Manufacturing (LCM): Herstellung von Inhaltsstoffen, die in wichtigen Medikamenten zur Behandlung von Patienten mit Herz- und Gefäss-Krankheiten, Krebs, neurologischen Erkrankungen und Infektionskrankheiten zur Anwendung kommen.
- Lonza Bioscience (LBS): Herstellung von Hilfsmitteln, die von Life-Sciences-Kunden zur Erforschung, Entwicklung und Produktion sowie zum Testen von therapeutischen Produkten eingesetzt werden.

### RNA-Impfstoff
Die Firma Moderna hat ihre Produktionskapazität insbesondere für den COVID-19-Impfstoffkandidaten mRNA-1273 und weitere zukünftige Produkte erweitert. Hierzu wurde mit der Lonza Group der Abschluss einer 10-Jahres-Vereinbarung bekannt gegeben. Der Technologietransfer sollte im Juni 2020 beginnen, wobei die ersten Chargen von mRNA-1273 im Juli 2020 an Lonzas US-Standort hergestellt werden sollten. Durch weitere Transfers soll die Produktionskapazität für mRNA-1273 auf eine Milliarde Dosen p. a. – berechnet auf eine Dosierung von 50 µg pro Dosis – aufgestockt werden.
Am 18. Dezember 2020 teilte die FDA mit, dass sie dem Impfstoff eine Notfallzulassung erteilt hat.
Im Januar 2021 hatte Swissmedic die Anlage in Visp zur Wirkstoffproduktion des COVID-19-Impfstoffs freigegeben, im März 2021 folgte die Betriebsbewilligung für die zweite Anlage. Im Juni 2021 wurde bekanntgegeben, dass Lonza im niederländischen Geleen einen weiteren Produktionsbetrieb zur Herstellung von Moderna-Impfdosen für die Kinderdosis von 50 µg und potentielle Booster-Varianten einrichten werde.
Wegen der weltweit sinkenden Nachfrage des mRNA-Impfstoffs werde die Produktion im Lonza-Werk in Visp im dritten Quartal 2023 eingestellt.[veraltet]

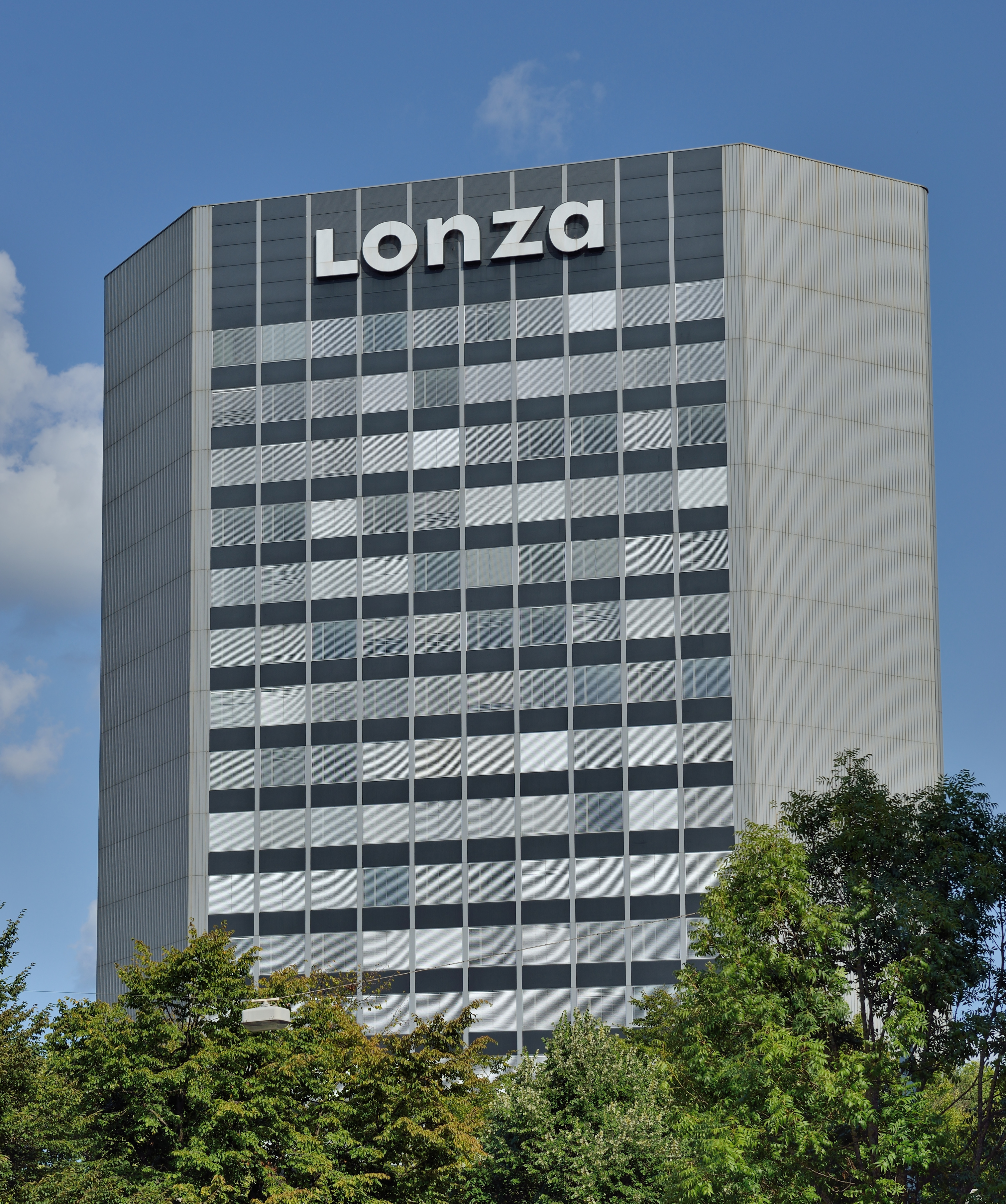
Lonza-Haus in Basel

## Lonza-Hochhaus
Das 68 Meter hohe Lonza-Haus von Hans Rudolf und Peter Suter aus dem Jahr 1962 ist ein markantes Hochhaus in Basel und wird oft mit dem Mailänder Pirelli-Bau verglichen. Zum Bezugszeitpunkt war das Hochhaus das höchste Basels. Die nüchterne, feingliedrige Fassade des Hauses brachte ihm den Spitznamen Rasierapparat ein.

## Umweltbelastung im Wallis
Im Rahmen der Bauarbeiten der A9 im Raum Visp wurde 2010/2011 bekannt, dass Aushubmaterial stark mit Quecksilber (Hg) kontaminiert ist. Lonza und die kantonalen Behörden wussten schon länger von der Bodenkontamination. Es wurde ein Höchstwert von 3070 mg Quecksilber pro kg ermittelt, dies entspricht etwa dem 60.000-fachen des natürlichen Vorkommens von Quecksilber. Diese Werte sind auf die Praxis der Lonza AG von 1930 bis 1976 zurückzuführen, quecksilberhaltiges Abwasser ungereinigt in den Grossgrundkanal zu leiten. Die Menge des in den Grossgrundkanal abgegebenen Quecksilbers wird von der Lonza aktuell auf 50 Tonnen geschätzt, weitere 50 Tonnen wurden in die Atmosphäre abgegeben, 27 Tonnen gelten vorderhand als «verschollen».
Ab 2013 wurden mehrere tausend Tonnen mit Quecksilber belasteter Aushub in der Deponie Teuftal entsorgt.
Bei weiteren, grossflächigen Untersuchungen wurde festgestellt, dass im Wohngebiet Visp/Raron von 469 beprobten Parzellen 71 einen Wert von über 2 mg Hg/kg aufweisen, für diese Parzellen gilt ein Nutzungsverbot für private Gärten und Spielplätze sowie eine Bodensanierungspflicht. Weitere 104 Parzellen weisen einen Wert zwischen 0.5 und 2 mg Hg/kg auf und werden somit in das Kataster der belasteten Standorte aufgenommen. Die belasteten Grundstücke liegen teils fernab vom Grossgrundkanal – die Belastung ist dadurch zu erklären, dass jahrzehntelang die Sedimente des Grossgrundkanals ausgebaggert und für die Umgebung von Wohnbauten oder als Dünger verwendet wurden.
Die Lonza AG hat sich zur Vorfinanzierung der Untersuchung für die Sanierung der sanierungsbedürftigen Parzellen bereit erklärt, allerdings ausdrücklich ohne Präjudiz.

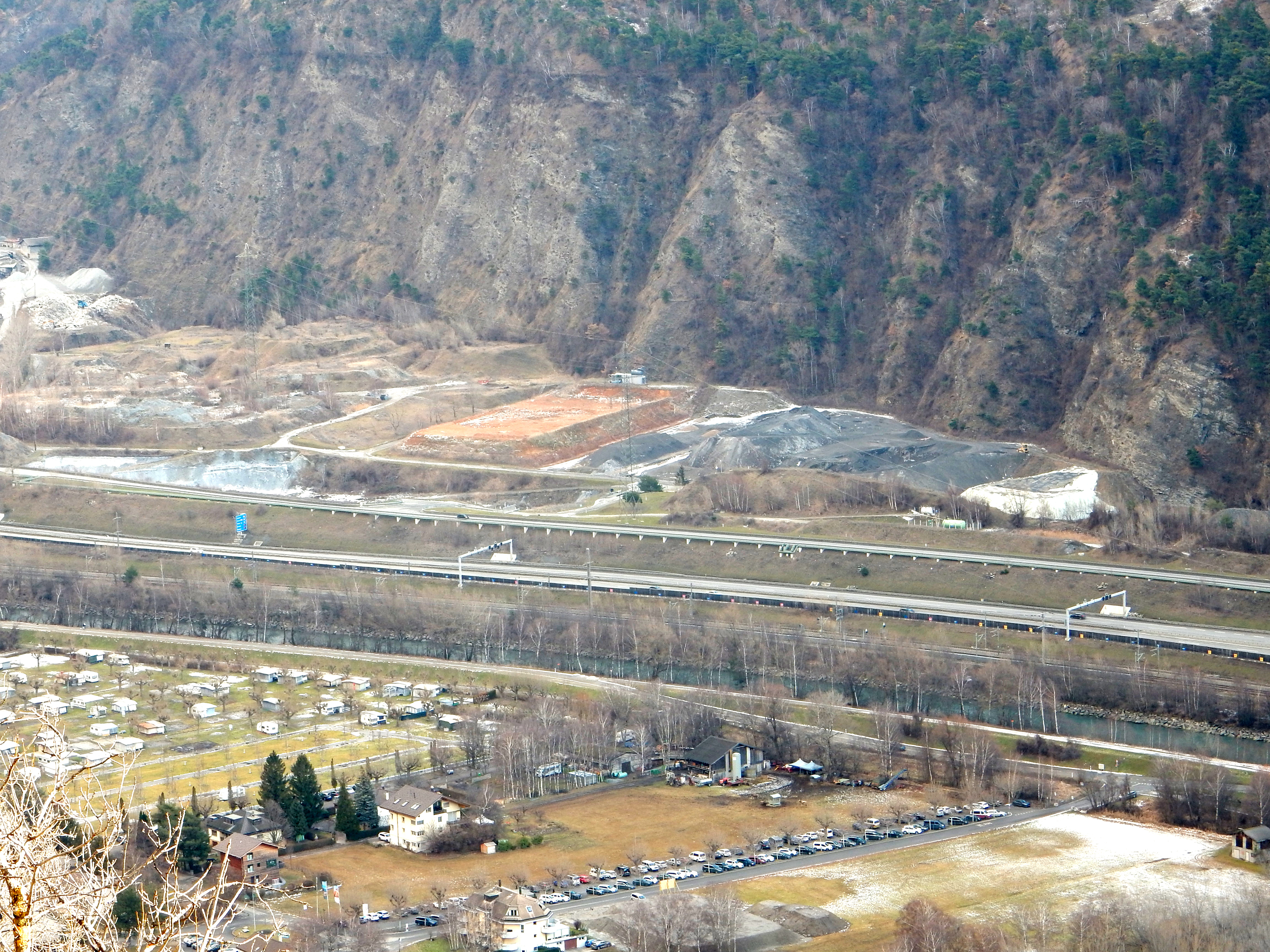
Deponie Gamsenried (2023)

Am 31. März 2015 wurde bekannt, dass die AefU (Ärztinnen und Ärzte für Umweltschutz) und der WWF Oberwallis weitere Proben genommen haben, in denen über 100 weitere problematische chemische Substanzen nachweisbar sind. Die toxikologische Gesamtwirkung ist laut AefU aufgrund der Vielfalt der gefundenen Stoffe kaum beurteilbar, auch weil für die meisten der gefundenen Substanzen weder in der Eidgenössischen Altlastenverordnung noch in der Bodenschutzverordnung ein Grenzwert existiert. Durch den ehemaligen Feuerwehrübungsplatz auf dem Lonza-Chemiestandort in Visp wurde das Grundwasser mit PFAS belastet. 2020 hat die Sanierung des Standortes begonnen. Zudem wurde in Gamsen u. a. Benzidin im Grundwasser nachgewiesen. 2021 kündigte Lonza an, die Sanierung der betroffenen Deponie Gamsenried in Angriff zu nehmen.

## Treibhausgasemissionen
Bei der Produktion von Niacin entsteht klimaschädliches Lachgas. Bei der Lonza belaufen sich die Lachgasemissionen auf rund 600.000 Tonnen CO2-Äquivalente pro Jahr, was rund einem Prozent des jährlichen Treibhausgasausstosses der Schweiz entspricht. Lonza verpflichtete sich, bis Ende 2021[veraltet] einen Katalysator einzubauen, damit der Ausstoss zu fast 100 Prozent verhindert werden kann.
Literatur
- Plunkett's Chemicals, Coatings & Plastics Industry Almanac 2011, Houston, ISBN 978-1-59392-125-5, S. 335.